# Idol Room
Idol Room (tiếng Hàn: 아이돌룸) là chương trình truyền hình của Hàn Quốc được phát sóng trên đài JTBC với sự dẫn dắt của 2 MC là diễn viên hài Jeong Hyeong-don và rapper Defconn (2 cựu MC Weekly Idol). Chương trình còn được phát sóng song song trên Naver V App.

## Lên sóng
| Ngày lên sóng                             | Thời gian          |
| ----------------------------------------- | ------------------ |
| 12 tháng 5 năm 2018 – 30 tháng 6 năm 2018 | Thứ Bảy, 16:40 KST |
| 3 tháng 7 năm 2018 – nay                  | Thứ Ba, 18:30 KST  |

## MC
- Jeong Hyeong-don (Don Hee)
- Defconn (Con Hee)

## Hình thức
Mỗi tập sẽ có những phần khác nhau (không dựa theo một trình tự nhất định và không phải phần nào cũng được thực hiện vào mỗi tập):
- Today's Pick-Idol Up-close Camera: Các khách mời sẽ nằm xung quanh một cái bàn tròn có gắn một chiếc camera ở giữa, sau khi xoay chiếc bàn tròn ai được chiếc camera quay trúng sẽ là Today's Pick-Idol. Pick-Idol sẽ được một chiếc camera quay riêng fancam của người đó, sau đó sẽ được đăng tải lên V App của Idol Room sau khi tập đấy được phát sóng.
- 357 Dance: MC sẽ gọi một số lượng thành viên nhất định bất kỳ (từ 0 đến toàn bộ nhóm) trong khi bài hát đang bật. Ứng với số thành viên được gọi phải bước ra để thực hiện nhảy bài hát đó.
- Nano Dance: Mọi thành viên của nhóm sẽ nhảy phần 'killing part' của họ theo từng người một, sau đó cả nhóm cùng nhảy tiếp phần tiếp theo.
- Fact Check: Phần kiểm tra xem tin tức, tin đồn xung quanh từng thành viên hay cả nhóm có chính xác hay là không.
- To Me Letter: Một phần đặc biệt bắt đầu từ tập của Shinhwa. Mỗi thành viên của nhóm sẽ quay một đoạn video gửi tới bản thân mình 20 năm sau.

## Tập phát sóng
| Tập | Ngày phát sóng | Khách mời                               | Today's Pick-dol       | Ghi chú                                    |
| --- | -------------- | --------------------------------------- | ---------------------- | ------------------------------------------ |
| 1   | 12 tháng 5     | Wanna One                               | Ha Sung-woon           | tập đặc biệt 90 phút                       |
| 2   | 19 tháng 5     | Shinhwa                                 | Shin Hye-sung          | —                                          |
| 3   | 26 tháng 5     | Highlight                               | Yang Yo-seob           | —                                          |
| 4   | 2 tháng 6      | AOA                                     | Shin Ji-min            | —                                          |
| 5   | 9 tháng 6      | Pentagon, (G)I-DLE                      | Jeon So-yeon           | —                                          |
| 6   | 16 tháng 6     | BTOB                                    | Lee Chang-sub          | —                                          |
| 7   | 23 tháng 6     | Blackpink                               | Jisoo                  | —                                          |
| 8   | 30 tháng 6     | UNB, UNI.T                              | Yang Ji-won            | —                                          |
| 9   | 3 tháng 7      | Apink                                   | Park Cho-rong          | —                                          |
| 10  | 10 tháng 7     | Twice                                   | Yoo Jeong-yeon         | —                                          |
| 11  | 17 tháng 7     | Seventeen                               | S.Coups                | —                                          |
| 12  | 24 tháng 7     | Seungri                                 |                        | —                                          |
| 13  | 31 tháng 7     | GFriend                                 | SinB                   | —                                          |
| 14  | 7 tháng 8      | Mamamoo                                 | Solar                  | —                                          |
| 15  | 14 tháng 8     | Red Velvet                              | Seul-gi                | —                                          |
| 16  | 21 tháng 8     | Stray Kids                              |                        | —                                          |
| 17  | 28 tháng 8     | iKON                                    | Jung Chan-woo          |                                            |
| 18  | 4 tháng 9      | Sunmi                                   |                        |                                            |
| 19  | 11 tháng 9     | Oh My Girl                              |                        |                                            |
| 20  | 18 tháng 9     | GOT7                                    | BamBam                 |                                            |
| 21  | 2 tháng 10     | Cosmic Girls                            | Yeon-jung              |                                            |
| 22  | 9 tháng 10     | Weki Meki                               | Lua                    |                                            |
| 23  | 16 tháng 10    | NCT 127                                 | Jonhnny                |                                            |
| 24  | 23 tháng 10    | Monsta X                                | Shownu                 |                                            |
| 25  | 30 tháng 10    | IZ*ONE                                  | Lee Chae-yeon          |                                            |
| 26  | 6 tháng 11     | Twice                                   | Sana                   |                                            |
| 27  | 13 tháng 11    | Gugudan                                 | Sally                  |                                            |
| 28  | 20 tháng 11    | Loona, Fromis 9                         | Go Won (Loona)         |                                            |
| 29  | 27 tháng 11    | Mino (Winner)                           | Lee Seung-hoon(Winner) |                                            |
| 30  | 4 tháng 12     | NU'EST W                                | JR                     |                                            |
| 31  | 11 tháng 12    | Hyungdon và Daejun, The Boyz            | Sangyeon (The Boyz)    | MC đặc biệt: Ilhoon (BTOB), Yujin (IZ*ONE) |
| 32  | 18 tháng 12    | WINNER                                  | Seunghoon              |                                            |
| 33  | 25 tháng 12    | Seungri (Big Bang), Wanna One, (G)I-DLE |                        | Tập Giáng sinh đặc biệt                    |

| Tập | Ngày phát sóng | Khách mời | Today's Pick-dol | Ghi chú |
| __  | Không có tập phát sóng vào ngày 1 tháng 1 vì đầu Năm Mới                                                               | Không có tập phát sóng vào ngày 1 tháng 1 vì đầu Năm Mới                                                                                                  | Không có tập phát sóng vào ngày 1 tháng 1 vì đầu Năm Mới                                                               | Không có tập phát sóng vào ngày 1 tháng 1 vì đầu Năm Mới                                                               |
| --- | --- | --- | --- | --- |
| 34  | 8 tháng 1 | Sowon (GFriend), YooA (Oh My Girl), Bona (Cosmic Girls), Jiyoung (Bolbbalgan4), Chungha                                                                   | Bona | - Tập phát sóng năm Kỷ Hợi                                                                                             |
| 35  | 15 tháng 1 | GFriend | Eunha | |
| 36  | 22 tháng 1 | Seventeen | Mingyu | |
| 37  | 29 tháng 1 | | | - Clip đặc biêt chưa được phát sóng 1                                                                                  |
| __  | Không có tập phát sóng vào ngày 2 tháng 5 vì Tết Nguyên Đán                                                            | Không có tập phát sóng vào ngày 2 tháng 5 vì Tết Nguyên Đán                                                                                               | Không có tập phát sóng vào ngày 2 tháng 5 vì Tết Nguyên Đán                                                            | Không có tập phát sóng vào ngày 2 tháng 5 vì Tết Nguyên Đán                                                            |
| 38  | 12 tháng 2 | Taemin (SHINee) | Key (SHINee) | - Sự xuất hiện đặc biệt của Jeno và Jisung (NCT), Chani (SF9) và Donghan (WEi)                                         |
| 39J | 19 tháng 2 | Monsta X | Joohoney | |
| __  | Không có tập phát sóng vào ngày 26 tháng 2 vì cuộc họp chính trị                                                       | Không có tập phát sóng vào ngày 26 tháng 2 vì cuộc họp chính trị                                                                                          | Không có tập phát sóng vào ngày 26 tháng 2 vì cuộc họp chính trị                                                       | Không có tập phát sóng vào ngày 26 tháng 2 vì cuộc họp chính trị                                                       |
| 40  | 5 tháng 3 | SF9 | Inseong | - Thành viên Zuho vắng mặt                                                                                             |
| 41  | 12 tháng 3 | (G)I-dle | Miyeon | |
| 42  | 19 tháng 3 | N.Flying | Jaehyun | - Sự xuất hiện đặc biệt của Lee Hongki (F.T. Island)                                                                   |
| 43  | 26 tháng 3 | Stray Kids | Seungmin | |
| 44  | 2 tháng 4 | IZ*ONE | | |
| 45  | 9 tháng 4 | Henry, Bolbbalgan4 | - Tập đặc biệt: Nhạc sĩ                                                                                                | |
| 46  | 16 tháng 4 | Renjun và Chenle (NCT), Yanan và Yuto (Pentagon), Samuel, Kenta (JBJ95), Minnie, Yuqi và Shuhua ((G)I-dle), Soso (GWSN), Kokoro và Linlin (Cherry Bullet) | - Tập đặc biệt: Idol ngoại quốc                                                                                        | |
| 47  | 23 tháng 4 | Twice | Tzuyu | - Kỷ niệm một năm của Idol Room - Xuất hiện đặc biệt qua video của Sakura, Nako và Hitomi (IZ*ONE) ở tập 48            |
| 48  | 30 tháng 4 | Twice | Tzuyu | - Kỷ niệm một năm của Idol Room - Xuất hiện đặc biệt qua video của Sakura, Nako và Hitomi (IZ*ONE) ở tập 48            |
| 49  | 7 tháng 5 | Kim Jongmin (Kyote), Chungha, DreamNote, BVNDIT | | |
| 50  | 14 tháng 5 | The Boyz | Q | |
| 51  | 21 tháng 5 | GOT7 | Yugyeom | |
| 52  | 28 tháng 5 | Winner | Seungyoon | |
| 53  | 4 tháng 6 | Fromis 9 | Jiheon | |
| 54  | 11 tháng 6 | Lee Hi, Paul Kim, Jung Seung-hwan | Jung Seunghwan | |
| 55  | 18 tháng 6 | Jeon Somi | Jeon Somi | |
| 56  | 25 tháng 6 | Red Velvet | Seulgi | |
| 57  | 2 tháng 7 | GFriend | Sowon | |
| 58  | 9 tháng 7 | Eun Ji-won (Sechs Kies) | Eun Ji-won (Sechs Kies)                                                                                                | |
| 59  | 16 tháng 7 | Nature | Aurora | |
| 60  | 23 tháng 7 | NCT Dream | Chenle | |
| 61  | 30 tháng 7 | ITZY | Chaeryeong | |
| 62  | 6 tháng 8 | Oh My Girl | Arin | |
| 63  | 13 tháng 8 | Rocket Punch | Yeonhee | |
| 64  | 20 tháng 8 | Sungjae (BTOB), Ricky (Teen Top), Jo Youngmin, Jo Kwangmin, Baek Kyungdo                                                                                  | Sungjae | |
| 65  | 27 tháng 8 | Oh Hayoung (Apink) | Oh Hayoung (Apink) | |
| 66  | 3 tháng 9 | | | |
| 67  | 10 tháng 9 | X1 | Seungyoun | |
| 68  | 17 tháng 9 | Seventeen | Hoshi | |
| 69  | 24 tháng 9 | Twice | Jihyo | |
| 70  | 1 tháng 10 | Twice | Jihyo | |
| 70  | 1 tháng 10 | Dreamcatcher, EVERGLOW | Onda (EVERGLOW) | |
| 71  | 8 tháng 10 | ONF | E-Tion | |
| 72  | 15 tháng 10 | Super Junior | Leeteuk | |
| 73  | 22 tháng 10 | NU'EST | Baekho | |
| 74  | 29 tháng 10 | Monsta X | I.M | |
| 75  | 5 tháng 11 | Winner | Seunghoon | |
| 76  | 12 tháng 11 | TXT | Taehyun | |
| __  | Tập phát sóng với khách mời IZ*ONE đã định lên sóng ngày 19 tháng 11 nhưng đã tạm ngưng do Gian lận phiếu bầu của Mnet | Tập phát sóng với khách mời IZ*ONE đã định lên sóng ngày 19 tháng 11 nhưng đã tạm ngưng do Gian lận phiếu bầu của Mnet                                    | Tập phát sóng với khách mời IZ*ONE đã định lên sóng ngày 19 tháng 11 nhưng đã tạm ngưng do Gian lận phiếu bầu của Mnet | Tập phát sóng với khách mời IZ*ONE đã định lên sóng ngày 19 tháng 11 nhưng đã tạm ngưng do Gian lận phiếu bầu của Mnet |
| 77  | 26 tháng 11 | AOA | Jimin | |
| 78  | 3 tháng 12 | Kim Youngchul, Sejeong (Gugudan), Park Jihoon | Sejeong | |
| 79  | 10 tháng 12 | CIX | Jinyoung | |
| 80  | 17 tháng 12 | Rainbow | Yoonhye | |
| 81  | 24 tháng 12 | Heo Kyunghwan, Park Youngjin, Kim Wonhyo, Park Sungkwang, Kim Jiho                                                                                        | — | |
| __  | Không có tập phát sóng vào ngày 31 tháng 12                                                                            | Không có tập phát sóng vào ngày 31 tháng 12 | Không có tập phát sóng vào ngày 31 tháng 12                                                                            | Không có tập phát sóng vào ngày 31 tháng 12                                                                            |

## Rating
Trong số các rating bên dưới, rating cao nhất sẽ được tô đỏ và rating thấp nhất của show mỗi năm sẽ được tô xanh.
| Tập | Ngày phát sóng      | Lượng người xem trung bình | Lượng người xem trung bình | Lượng người xem trung bình |
| Tập | Ngày phát sóng      | AGB Nielsen                | AGB Nielsen                | TNmS                       |
| Tập | Ngày phát sóng      | Cả nước                    | Seoul                      | Cả nước                    |
| --- | ------------------- | -------------------------- | -------------------------- | -------------------------- |
| 1   | 12 tháng 5 năm 2018 | 0.896%                     | NR                         | 1.5%                       |
| 2   | 19 tháng 5 năm 2018 | 0.702%                     | NR                         | 1.1%                       |
| 3   | 26 tháng 5 năm 2018 | 0.4%                       | NR                         | 0.7%                       |
| 4   | 2 tháng 6 năm 2018  | 0.5%                       | NR                         | NR                         |
| 5   | 9 tháng 6 năm 2018  | 0.5%                       | NR                         | NR                         |
| 6   | 16 tháng 6 năm 2018 |                            | NR                         | NR                         |
| 7   | 23 tháng 6 năm 2018 |                            |                            |                            |
| 8   | 30 tháng 6,2018     |                            |                            |                            |
| 9   | 3 tháng 7 năm 2018  |                            |                            |                            |
| 10  | 10 tháng 7 năm 2018 |                            |                            |                            |
| 11  | 17 tháng 7 năm 2018 |                            |                            |                            |
| 12  | 24 tháng 7 năm 2018 |                            |                            |                            |
| 13  | 31 tháng 7 năm 2018 |                            |                            |                            |
| 14  | 7 tháng 8 năm 2018  |                            |                            |                            |

- Ghi chú: Show này được phát sóng trên truyền hình trả phí (pay TV), nên sẽ ảnh hưởng đến rating uptake và lượng người xem khi so sánh với truyền hình miễn phí (công cộng) broadcast (FTA) trên mạng lưới công cộng như là KBS, SBS, MBC or EBS.
- NR rating nghĩa là "không công bố (not reported)".

## Các liên kết ngoài
- Idol Room
- Idol Room trên Naver V App

Bản mẫu:JTBC